# Шитоку
Шитоку (至徳) је јапанска ера (ненко) Северног двора током првог раздобља Муромачи периода, познатог још и као Нанбокучо период. Настала је после Еитоку и пре Какеи ере. Временски је трајала од фебруара 1384. до августа 1387. године. Владајући монарх у Кјоту био је цар Го-Комацу а у Јужном двору у Јошину цар Го-Камејама.
У исто време на југу текла је ера Генчу.

## Важнији догађаји Шитоку ере
- 1384. (Шитоку 1, трећи месец): Шогун Ашикага Јошимицу напушта своју позицију као генерал левице (садаиши).[3]
- 1385. (Шитоку 2, осми месец): Јошимицу посећује храм Кацуга таиша.[3]
- 1385. (Шитоку 2): Војска Јужног двора је поражена у округу Кога.[4]
- 1386. (Шитоку 3, седми месец): Јошимицу уводи рангирање будистичких храмова како би оредио количину буџета за финансирање сваког. Храм Нанзенџи рангиран је као највиши и једини је у својој класи.[2]
- 1387-89.: Расте раздор у породици Токи из провинције Мино.[4]